# Verbandsgemeinde Wachenheim an der Weinstraße
Die Verbandsgemeinde Wachenheim an der Weinstraße ist eine Gebietskörperschaft im Landkreis Bad Dürkheim in Rheinland-Pfalz. Der Verbandsgemeinde gehören die Stadt Wachenheim an der Weinstraße sowie drei weitere Ortsgemeinden an, der Verwaltungssitz ist in der namensgebenden Stadt Wachenheim an der Weinstraße. Das Verwaltungsgebiet der Verbandsgemeinde liegt an der Deutschen Weinstraße.

## Verbandsangehörige Gemeinden
| Ortsgemeinde, Stadt                 | Fläche (km²) | Einwohner |
| ----------------------------------- | ------------ | --------- |
| Ellerstadt                          | 6,34         | 2.458     |
| Friedelsheim                        | 4,16         | 1.412     |
| Gönnheim                            | 6,54         | 1.586     |
| Wachenheim an der Weinstraße, Stadt | 24,97        | 4.535     |
| Verbandsgemeinde gesamt             | 42,01        | 9.991     |

(Einwohner am 31. Dezember 2023)

## Geschichte
Die Verbandsgemeinde Wachenheim an der Weinstraße wurde 1972, so wie alle Verbandsgemeinden im damaligen Regierungsbezirk Rheinhessen-Pfalz, auf der Grundlage des „Dreizehnten Landesgesetzes über die Verwaltungsvereinfachung im Lande Rheinland-Pfalz“ neu gebildet. Bis dahin bestanden die aus der bayerischen Zeit (1816–1946) stammenden Verwaltungsstrukturen.

## Bevölkerungsentwicklung
Entwicklung der Einwohnerzahlen, bezogen auf das heutige Gebiet der Verbandsgemeinde Wachenheim an der Weinstraße; die Werte von 1871 bis 1987 beruhen auf Volkszählungen:
| Jahr | Einwohner |
| 1815 | 3.900     |
| 1835 | 5.097     |
| 1871 | 4.928     |
| 1905 | 4.457     |
| 1939 | 4.753     |
| 1950 | 5.632     |

| Jahr | Einwohner |
| 1961 | 6.152     |
| 1970 | 6.827     |
| 1987 | 8.788     |
| 1997 | 9.108     |
| 2005 | 10.114    |
| 2023 | 9.991     |

## Politik

### Verbandsgemeinderat
Der Verbandsgemeinderat Wachenheim an der Weinstraße besteht aus 28 ehrenamtlichen Ratsmitgliedern, die bei der Kommunalwahl am 9. Juni 2024 in einer personalisierten Verhältniswahl gewählt wurden, und dem hauptamtlichen Bürgermeister als Vorsitzendem.
Die Sitzverteilung im Verbandsgemeinderat:
| Wahl | SPD | CDU | GRÜNE | FDP | FWG | Gesamt   |
| ---- | --- | --- | ----- | --- | --- | -------- |
| 2024 | 5   | 11  | 3     | 1   | 8   | 28 Sitze |
| 2019 | 5   | 8   | 5     | 2   | 8   | 28 Sitze |
| 2014 | 8   | 11  | –     | 1   | 8   | 28 Sitze |
| 2009 | 9   | 9   | –     | 3   | 7   | 28 Sitze |
| 2004 | 7   | 7   | –     | 2   | 8   | 24 Sitze |
| 1999 | 8   | 7   | 1     | 2   | 6   | 24 Sitze |

- FWG = Freie Wählergemeinschaft Gemeindeverband Wachenheim e. V.

### Bürgermeister
Torsten Bechtel (CDU) wurde am 1. Juli 2015 Bürgermeister der Verbandsgemeinde Wachenheim an der Weinstraße. Am 31. Mai 2015 war er in einer Stichwahl mit 50,3 % gewählt worden, nachdem bei der Direktwahl am 10. Mai 2015 keiner der ursprünglich drei Bewerber eine ausreichende Mehrheit erreicht hatte. Bei der Direktwahl am 29. Januar 2023 wurde Bechtel für eine weitere achtjährige Amtszeit als Bürgermeister bestätigt.
Bechtels Vorgänger als Bürgermeister der Verbandsgemeinde war seit dem 1. Mai 2007 Udo Kittelberger (parteilos), welcher am 11. Januar 2015 für weitere acht Jahre im Amt bestätigt wurde. Kittelberger verstarb jedoch unerwartet am Morgen des 20. Januar 2015 im Alter von 57 Jahren.
Liste der Bürgermeister:
- Rolf Eggebrecht (1973–1979, CDU)
- Roland Hummel (1979–1989, CDU)
- Klaus Huter (1989–2006, SPD)
- Udo Kittelberger (2007–2015, parteilos)
- Torsten Bechtel (seit 2015, CDU)

## Wirtschaft und Infrastruktur
Es gibt eine Reihe von mittelständischen Unternehmen, wie die Elektro Werke Wachenheim, aber alle Orte sind ganz wesentlich auch vom Wein- und Obstanbau geprägt.